# 필리프 흘로호우스키
필리프 흘로호우스키(슬로바키아어: Filip Hlohovský, 1988년 6월 13일 ~ )는 슬로바키아의 축구 선수로 포지션은 윙어다. 성남 FC 시절 등록명은 흘로홉스키였으나, 대전 시티즌에서는 필립으로 변경하였다.

## 선수 경력
흘로호우스키는 프리에비자에서 축구 선수 생활을 시작했으며, FK AS 트렌친에서 프로 생활을 시작했다. 2012년 ŠK 슬로반 브라티슬라바로 이적했으며, 계약 기간은 4년이었다.
2014년 세니차로 이적하였고, 2015년에는 질리나로 이적하였다. 2017년 7월 6일 대한민국 2부 리그 K리그 챌린지의 성남 FC로 이적하였다.
2018년 1월 4일 대전 시티즌으로 이적하였다.

## 국가대표 경력
2017년 1월 슬로바키아 축구 국가대표팀으로서 발탁되었다. 아랍에미리트에서 열린 슬로바키아 A대표팀의 친선 경기였으며, 상대는 우간다와 스웨덴이었다. 두 경기 모두 흘로호우스키가 선발로 참여하였으며, 각각 1-3과 0-6 패배로 경기는 끝이 났다.